# Kamer van Hoge Nood
De Kamer van Hoge Nood (Engels: Room of Requirement) is een kamer die voorkomt in J.K. Rowlings zevendelige boekenserie Harry Potter.
De kamer bevindt zich in Zweinsteins Hogeschool voor Hekserij en Hocus-Pocus en is, zoals de naam al zegt, alleen te vinden in geval van hoge nood. Onder huiselfen wordt de kamer ook wel de Kamer van Komen en Gaan genoemd.
De kamer ligt in een gang op de zevende verdieping, tegenover het schilderij waarop Barnabas de Onbenullige is afgebeeld, die trollen probeert te leren balletdansen. Men kan er komen door er drie keer langs te lopen en sterk te denken aan datgene wat je nodig hebt. Uiteindelijk zal dan de kamer veranderen in wat de zoeker nodig heeft.

## Enkele gedaantes van de Kamer
- Rommelkamer, om dingen snel kwijt te kunnen of te bewaren (voor Sybilla Zwamdrift, Draco Malfidus, Harry Potter en Heer Voldemort)
- Toilet, als men nodig naar het toilet moet (voor Albus Perkamentus)
- Bed op huiselfen-grootte, met drankjes tegen te veel boterbier (voor Winky)
- Schoonmaakhok, met extra schoonmaakmiddelen (voor Argus Vilder)
- Bezemkast, om je snel in te kunnen verstoppen (voor Fred en George Wemel)
- Vechtruimte, om vloeken en spreuken tegen de zwarte kunsten te kunnen oefenen (voor de Strijders van Perkamentus)
- Slaapruimte (voor Marcel Lubbermans en andere ondergedoken leerlingen, eind deel 7)

## Vernietiging
In het laatste boek wordt de rommelkamer-gedaante van de Kamer van Hoge Nood vernietigd wanneer Vincent Korzel, in een poging Harry, Ron en Hermelien te stoppen, duivelsvuur aansteekt in de kamer. Het vuur vernietigt alles wat in de kamer opgeslagen ligt, inclusief een van Voldemorts Gruzielementen.
Het is niet bekend of het duivelsvuur enkel de rommelkamerversie vernietigd heeft, of dat de Kamer van Hoge Nood in zijn geheel onbruikbaar geworden is door het duivelsvuur. Ron maakt zich in elk geval zorgen over of de Kamer van Hoge Nood nog wel functioneert na de brand.